# 你是我的毒玫瑰
《你是我的毒玫瑰》，為泰國One 31與LINE TV於2018年9月14日起播出的浪漫愛情喜劇，改編自Ancharee的小說《魔鬼的愛情伴侶》，由Son及Mook主演。
此劇由GMMTV與製作公司On & On Infinity合作拍攝，在2018年2月GMMTV的「Series X」活動上公開先導預告片。其後，此劇於2018年9月在One 31電視台及LINE TV首播，同年12月終映。LiTV 線上影視全劇上架。

## 劇情簡介
此劇講述男醫生與女明星的愛情故事。男主角Paniti是帥氣聰明的隆胸醫生，但是言詞卻非常刻薄。而女主角Kluay是明星，Paniti的好朋友Gop是Kluay的堂兄，於是他介紹兩人認識。陰差陽錯地，兩人因此同床共寢，最後不得不結婚，成為一對結婚的歡喜冤家。兩人在結婚後，因著各種意見差異而結下了誤會。

## 演員陣容
註：括號內的演員姓名為小名。

### 主要人物
- 頌恩·宋帕山（Son）飾演 Paniti

帥氣迷人、才華橫溢的外科隆胸醫生，雖然擁有帥氣的面孔，但是卻非常毒舌。
- 瓦拉妮·塔瓦翁（Mook）飾演 Kluay

一個可愛動人的演員，透過堂兄認識了Paniti。兩年後，她的同母異父妹妹在參加活動後，恰巧遇見Paniti和Kluay。由於妹妹也是演員，她在嫉妒Kluay的情況下，想毀掉她的演員生涯。於是Kluay中計入住酒店，在第二日起床時發現身邊的人竟是Paniti。

### 其他人物
- Carissa Springett 飾演 Ploy

- 維拉育特·查蘇克（Arm）飾演 Tawan

- 西瓦科恩·勒爾科喬特（Guy）飾演 Dr.Oh

- 徐智妍 飾演 Soncha

- Watchara Sukchum（Jennie）飾演 Joob

- Phakjira Kanrattanasoot（Nanan）飾演 Dr. Mint

- 阿帕喜理·尼低彭（Um）飾演 Mae Napa

- Tanongsak Supakan（Nong）

- Prachakorn Piyasakulkaew（Sun）飾演 Dr. Golf

## 外部連結
- GMMTV官方網站 （页面存档备份，存于）（泰文）
- MyDramaList 劇集介紹及劇評 （页面存档备份，存于）（英文）
- 豆瓣劇集介紹 （页面存档备份，存于）（中文）